# 1757 en philosophie
Chronologie de la philosophie
- 1753
- 1754
- 1755
- 1756
- 1757
- 1758
- 1759
- 1760
- 1761

L’année 1757 a été marquée, en philosophie, par les événements suivants :

## Publications
- David Hume : The Natural History of Religion.

- Richard Price  : A Review of the Principal Questions in Morals.

## Naissances
- 26 octobre à Vienne : Karl Leonhard Reinhold,  mort le 10 avril 1823 à Kiel, est un philosophe autrichien.

## Décès
- 5 février à Pérouse, Ombrie : Alessandro Pascoli (né le 10 janvier 1669 à Pérouse, Ombrie) était un écrivain, philosophe, médecin italien de la fin du XVIIe et du début du XVIIIe siècle.

- 17 mai 1757 à Halle : Michael Alberti, né à Nuremberg, est un médecin, physicien et un philosophe.

- 28 août : David Hartley (né le 21 juin 1705) est un philosophe anglais.